# 교실 이데아 소동
교실 이데아 소동은 1994년 발매된 서태지와 아이들의 3집 앨범에 수록된 노래 중 하나인 "교실 이데아"를 역방향 재생하면 백마스킹된 악마의 메시지가 들린다는 소문과 이로 인한 일련의 논란을 말한다.

## 경과
1994년 8월 10일 서태지와 아이들의 3집 앨범이 발매된 후 한 달여 뒤 전국의 중·고등학생들을 중심으로 앨범의 4번째 트랙인 "교실 이데아"를 '역방향으로 재생'할 경우 특정 부분에서 음산한 악마의 음성이 들린다는 소문이 돌기 시작하였다.
이 소문은 한 달 뒤인 1994년 10월경 절정을 이뤄, 마침내 서태지와 아이들이 정상적인 활동을 하지 못할 정도가 되었고, 이례적으로 MBC 뉴스데스크와 같은 주류 언론에서 관련 사실이 보도되기에 이르렀다.
전문가들이 '악마의 메시지'에 의도성이 없다고 평가하였음에도 불구하고 논란은 좀처럼 사그라들지 않았으며, 결국 서태지와 아이들은 3집의 방송 활동을 예정보다 일찍 중단하였다. 이후 소동은 차츰 가라앉았다.

## 악마의 메시지
악마의 메시지라고 알려진 부분은 "교실 이데아"의 후렴 부분을 역방향으로 재생하였을 경우 들린다.

정방향으로 재생하였을 경우 들리는 원래의 가사 : 왜 바꾸지 않고 마음을 조이며 젊은 날을 헤맬까 바꾸지 않고 남이 바꾸기를 바라고만 있을까

역방향으로 재생하였을 경우 들린다고 알려진 가사 : 피가 모자라 배고파 피가고파 아 애를 안주면 재미 없을줄 알아

악마의 목소리가 아니라 욕설이 들린다는 주장도 있다.
또 다른 부분은 "하여가"의 마지막 부분이다.

정방향으로 재생하였을 경우 들리는 원래의 가사 : 하지만 나는 기다려 네가 다시 돌아올 날까지 이곳에서

역방향으로 재생하였을 경우 들린다고 알려진 가사 : 아~ 내 속에 있는 사탄을 난 영원히 사랑해요

이 외에 다수에서 의문을 제기할 만한 음성이 들린다.

## 논란

### 악마의 메시지
역방향으로 재생될 때 들을 수 있는 이 메시지는 녹취가 불가능할 정도로 부정확하다. 일례로 당시 MBC의 오정환 기자는 부분의 가사가 "피가 모자라" 가 아니라 "씨가 모가와"에 가깝다고 주장하였으며 대다수의 음악 평론가들도 객관적으로 특정한 메시지로 청취될 수 없다고 보았다. 종합하면 한국어와 비슷하게 들리는 잡음이라고 보아야 하며 이 잡음이 악마의 메시지인지 아닌지는 이제 개인적인 믿음의 문제가 된다.

### 의도적인 녹음인가
백워드마스킹 효과는 의도적인 경우와 그렇지 않은 경우 두 경우로 나눌 수 있는데, 의도적인 수법은 작곡가가 역방향으로 재생을 하였을 때 청자에게 들려 주고 싶은 '제대로 들리는' 음원을 먼저 만든 후, 믹싱 과정에서 이를 '뒤집어' 믹싱하는 수법이다. 1966년 비틀즈의 앨범 <Revolver>와 싱글 Rain에서 최초로 시도된 바 있다. 일종의 기믹이라고 할 수 있는데 대한민국에서는 015B의 일부 앨범, 그리고 비교적 최근의 사례로 김현정의 앨범에서 역방향으로 재생 시 특정 메시지가 들리는 수법을 사용한 바 있다. 이렇게 의도적으로 백마스킹 메시지를 넣은 곡은 정방향으로 재생할 때 특정 부분을 역방향으로 재생하는 꼴이 되므로 그 부분에서는 백마스킹 특유의 부정확하고 기괴한 음색이 들리기 마련이다.
한편, 백마스킹 메시지는 의도적이지 않았는데도 우연히 생겨날 수 있다. 가수의 음성, 악기의 화음, 기타 여러 가지 환경이 조합되어 우연히 어떤 메시지로 들리는 경우이다.

### 소동의 원인
교실 이데아 소동의 원인은 "사회 불안 심리 (당시의 사회적인 이슈, 예를 들면 북한 김일성 국가주석의 사망이라든가)"에 기인한 해프닝이었다는 의견이 지배적이다. 하지만 이 소동은 이른바 "서태지 죽이기"의 일환이었다는 음모론도 만만치 않으며, 특히 열정적인 서태지와 아이들과 서태지의 팬들은 대체적으로 음모론성 해석을 지지한다.
대중 문화 평론가인 강명석은 당시, 서태지와 아이들의 청소년 문화 전반에 대한 파급력과 서태지와 아이들 3집의 성격이 융합되었을때 정치권, 종교계, 교육계를 비롯한 기득권 세력에게 큰 위협이 될 수도 있었다고 진단하면서, 이러한 사회 변화를 미연에 방지하기 위해 기득권 세력이 서태지에게 가한 여러 가지 조치 중 하나였을 것이라는 의혹을 제기하였다. 하지만 "서태지 죽이기" 공모가 공식적으로 확인된 바는 없다.
한편, 당사자인 서태지의 견해 또한 사회 불안 심리에 의한 자생적인 해프닝보다는 음모론에 무게를 두는 듯하다. 서태지는 소동 당시 일부 종교단체가 중심이 되어 이러한 소문을 퍼뜨리고 있다고 주장하였다. 당시 기독교 문화 잡지였던 《낮은 울타리》가 몇 달간 이 사건에 대한 특집을 실어 이러한 사실을 공론화하고 퍼트렸던 것을 보면 이 사건에 대한 종교 단체에서의 영향이 없었다고 할 수는 없다. 하지만 이러한 백마스킹이 개신교에 의해 공론화되었다는 증거를 전혀 찾아볼 수는 없다.
소동이 있었던 94년 당시에는 주로 테이프로 음악을 듣던 시기여서 역재생으로 음악을 듣는 것은 어려운 일이었다. 역재생을 하려면 테이프를 뜯어 반대로 뒤집어야 되었고 이 과정에서 테이프를 망치거나 성공했어도 정방향 재생시 음질저하 현상이 나타나는 문제점이 있었다. 이런 시대적 상황 탓에 악마의 메시지 소문의 최초 진원지를 찾는 것은 불가능했다.

## 영향
이 소동으로 인해 서태지와 아이들은 이전 앨범에서 보여주었던 활발한 활동을 하지 못하고 곧바로 콘서트 《다른 하늘이 열리고》를 준비하였다. 1년 뒤 4집 앨범 《TAIJI BOYS IV》가 발매되자 이번에도 앨범 내 특정 곡들에서 악마의 메시지가 들린다는 의견이 제기되었지만 공론화되지는 못하였다.
한편, 이 소동으로 인해 서태지와 아이들의 3집 이전 앨범들에서도 역방향으로 재생할 때 백마스킹된 '악마의 메시지'를 찾을 수 있다는 보고도 쏟아져 나왔다. 이를테면 서태지와 아이들의 2집 앨범《TAIJI BOYS II》의 두 번째 트랙 "하여가"의 가장 마지막의 가사 '이곳에서' 부분을 역방향으로 재생하면 '마계도시'로 들린다는 것이다. 하지만 이 사례를 포함한 다른 모든 사례 또한 "교실 이데아"의 사례와 마찬가지로 근거가 없다.

### 2008년 두번째 논란
2008년 한 기독교 네티즌이 제작한 서태지 백마스킹 분석 동영상이 인터넷에 올라와 다시 한번 논란이 일어났다. 기존에 알려졌던 교실이데아, 하여가에 이어 1집 수록곡 난 알아요, 2집 수록곡 너에게,  4집 수록곡 슬픈 아픔 등에서 역재생을 하면 악마의 메시지가 들리며, 4집 수록곡 필승을 역재생하면 교실이데아 백마스킹이 의도적이었다고 고백하는 메시지가 들린다는 것이다. 이 네티즌은 한두 단어는 우연히 들릴 수 있지만 문장이 들린다면 우연이 아니라 의도적인 녹음이라고 주장하였다. 또한 의도적 녹음 증거라며 난 알아요의 백마스킹 메시지를 직접 부른 다음 역재생을 하면 원곡 가사가 나오게 된다는 백마스킹 시연 동영상을 추가로 제작하여 논란을 더욱 가중시켰다.
2011년 MBC 라이프 채널 프로그램  히스토리 후에서 서태지 백마스킹 논란을 다루기도 하였다. 이 방송에서 전문가는 끼워맞추기 가능성이 높은 것으로 판단하였지만 100% 확실한 결론을 내리지는 못하였다. 두 번째 백마스킹 논란에 대해 서태지측은 지나친 주장이지만 굳이 대응할 필요까진 없는 것 같다는 입장을 밝혔다.

### 다른 가수에게로 확대
백마스킹 논란은 서태지로 끝나지 않았는데 2008년 힙합그룹  에픽하이의 5집 수록곡 Be를 역재생하면 기독교 메시지가 들린다는 주장이 제기되었다. 이를 두고 컴백을 앞둔 서태지와 관련해 의도적인 백마스킹을 한 것이 아니냐는 논란이 있었으나 에픽하이측은 부인하였다.
2010년에는 걸그룹 소녀시대의 Gee와 손담비의 미쳤어를 역재생하면 음란한 메시지가 들린다고 주장을 하는 교회 강연 동영상과 백마스킹 동영상이 인터넷에 올라와 큰 파장이 일었다. 언론에도 대대적으로 보도되었으며 소녀시대 측과 손담비의 미쳤어를 작사, 작곡한 용감한 형제는 의도적 백마스킹을 부인하였다. 네티즌들은 끼워맞추기, 가수 음해의도 라며 강력 반발하였으며 교회 강연자와 기독교에 대한 비판도 많았다.
소녀시대의 경우 Gee 에 이어서  The Boys 에서도 악마의 메시지와 음란메시지가 들린다는 주장이 다시 제기되기도 하였다.
걸그룹 티아라의 롤리폴리를 역재생하면 곡 초반부에서 "아무도 모르게 난 너무너무 즐거운 나는 너를 죽이러"라는 기괴한 메시지가 들린다는 주장이 있었다. 2014년 M.net 프로그램 음담패설 가요괴담편에도 소개되었으며 문제의 메시지가 비교적 선명하게 들리는 탓에 출연진들이 깜짝놀라며 당황스러워 하였다.
이 외에 싸이의 강남스타일을 역재생하면 욕설이 나오며 악마의 메시지가 숨겨져 있다는 주장도 있었다. 투애니원의 Fire 와 In Da Club, 크레용팝의 빠빠빠를 역재생하면 악마의 메시지가 들리며 티아라의 다른곡 야야야 에서는 음란한 메시지가 들린다는 주장이 제기되기도 하였다. EXO의 으르렁을 역재생하면 으르렁 으르렁 으르렁대~ 하는 부분이 머리를 머리를 머리를 깨~ 로 들린다는 주장도 있었다.

## 관련 문화
- 2013년 방영된 tvN 드라마 《응답하라 1994》에서 해당 사건에 대해 다루는 부분이 나온다. 성동일이 신문을 보며 해당 기사를 읽는 장면과 서태지 광팬으로 나오던 조윤진(민도희)이 화를 내는 장면이다.

## 같이 보기
- 백마스킹
- 몬드그린